# Vit blodkropp
Vita blodkroppar eller leukocyter är celler i blodet som ingår i kroppens immunförsvar för att skydda kroppen mot infektionssjukdomar. Vita blodkroppar produceras i benmärgen och återfinns i lymfknutorna, mjälten och i lungornas alveoler, samt ute i vävnaderna vid inflammatoriska tillstånd. Halten av olika vita blodkroppar kan mätas i ett blodprov för att se om det pågår en inflammatorisk process eller om immunförsvaret är nedsatt. 
Bara några procent av de vita blodkropparna finns i våra blodkärl, de flesta finns utanför blodkärlen i kroppens olika vävnader. Deras uppgift i immunförsvaret är att skydda kroppen och ta hand om bakterier, virus och andra ämnen som är främmande för vår kropp.

## Referensvärde
Vid provtagning för medicinskt bruk tar man vanligtvis B-LPK med ett referensvärde för vuxna över 16 år på 4,0–10,0 x 109 vita blodkroppar/liter. 

## Typer
Det finns flera olika typer av vita blodkroppar, och en vanlig indelning är i granulocyter och agranulocyter.
| Typ         | Bild | Diagram | % av de vita blodkropparna | Beskrivning |
| Neutrofiler |      |         | 54–62 %                    | Neutrofiler hanterar försvaret mot bakterieinfektioner och andra mycket små inflammationsprocesser, och är vanligtvis de första försvararna mot bakterieangrepp. Det var som uppstår vid sårläkning består till stor del av döda neutrofiler. |
| Eosinofil   |      |         | 1–6 %                      | Eosinofiler produceras vid infektioner orsakade av endoparasiter och en ökning av antalet eosinofiler kan indikera en sådan infektion. En ökad ansamling av eosinofiler syns vid IgE medierad allergi (astma, hösnuva, anafylaxi m.m). |
| Mastcell    |      |         |                            | Mastceller bekämpar parasiter, speciellt maskar som infekterat kroppen. Mastceller finns i bindväv och är långsmal med rund kärna och kontrasterande basofil granulae i cytoplasman. Cellmembranet är veckat och det har mikrovilli. |
| Basofil     |      |         | < 1 %                      | Basofiler innehåller granula som är fyllda med histamin och som kan frisättas. Deras funktion är tämligen oklar men ansamling av basofiler ses i vävnaden vid allergier. |
| Lymfocyt    |      |         | 25–33 %                    | Lymfocyter är vanliga i det lymfatiska systemet. Blodet innehåller tre typer av lymfocyter: - B-celler: B-celler bildar antikroppar som binder till patogenet för att neutralisera det. B-celler angriper främmande element som befinner sig utanför cellerna. B-cellerna bygger upp det humorala immunförsvaret. - T-celler: T-hjälparceller (CD4+) koordinerar immunförsvaret (det är dessa som angrips vid en HIV-infektion) och spelar en stor roll i försvaret mot intracellulära bakterier. Mördar-T-celler (CD8+) = (CD8+ Cytotoxiska T-celler) har förmågan att döda celler som är infekterade av virus. γδ T cellen är en celltyp som har en annan receptortyp på sin yta, vilket gör att den har många gemensamma egenskaper med αβ-T-celler som CD4+, CD8+ och NK-celler. - NK-celler: Natural killer (NK) celler har förmågan att döda celler som inte signalerar att de inte är infekterade, på grund av att cellerna blivit angripna av ett virus eller blivit cancerogena. NK-celler är således en viktig del av kroppens skydd mot cancer. |
| Monocyt     |      |         | 2–8 %                      | Monocyterna har liksom neutrofilerna "storätar-egenskaper" (fagocytos), men är mer långlivade, då de har ytterligare en roll: de uppvisar bitar av patogen för de patrullerande T-cellerna så att patogenen kan kännas igen och bli oskadliggjorda igen, eller se till att en antikroppsåtgärd aktiveras. |
| Makrofag    |      |         | (se ovan)                  | Monocyter kallas makrofager efter att de vandrat över från blodomloppet och in i vävnaden. |
| Dendritcell |      |         |                            | Dendritceller är professionella antigenpresenterande celler. Dessa fagocyterar främmande ämnen, inkräktande mikroorganismer (etc.) och presenterar dessa för T-hjälparceller. |